# Arthur Dorrell
Arthur Reginald Dorrell (Small Heath, 30 marzo 1896 – Alum Rock, 13 settembre 1942) è stato un calciatore e allenatore di calcio inglese, di ruolo attaccante.

## Carriera
Ha collezionato più di 300 presenze con la maglia dell'Aston Villa, squadra che allenò dopo il ritiro da calciatore.

## Palmarès

### Giocatore

#### Competizioni nazionali
- Coppa d'Inghilterra: 1

Aston Villa: 1919-1920